# 策伦呼格·沙拉布道尔吉
策伦呼格·沙拉布道尔吉（1954年—），蒙古族，蒙古东戈壁省人，蒙古国政治人物。

## 生平
沙拉布道尔吉1954年生于东戈壁省。早年赴伊尔库茨克上中学。后于1979年自蒙古国立大学法律专业毕业。很快他便升任色楞格省法院副院长。此后，1983年至1989年，历任东方省副院长、院长。1989年，沙拉布道尔吉进入蒙古最高法院，担任部门负责人，并同时历任副院长、院长。自1992年起，沙拉布道尔吉在国家大呼拉尔任委员。
在2004年国家大呼拉尔选举中，沙拉布道尔吉作为蒙古人民革命党候选人，在东戈壁省第15选区再度当选国家大呼拉尔委员。2005年3月，被任命为蒙古国国防部部长，一直任至2006年1月。2007年10月，再度被选入蒙古人民革命党小呼拉尔。2007年12月，再度当选为国家大呼拉尔法律常设委员会主席。在2008年6月举行的国家大呼拉尔选举中，沙拉布道尔吉在乌兰巴托第26（Soginokhairkhan）选区失败。但在2008年9月，沙拉布道尔吉被任命为国家大呼拉尔秘书长。